# Manuel Arruda da Câmara
Pour l’article homonyme, voir Arruda.
Manuel Arruda da Câmara (1752-1810), est un moine de l'Ordre du Carmel, médecin et intellectuel brésilien. Il est connu comme l'un des grands botanistes de la fin du XVIIIe siècle.
Entré au Carmel en 1783 sous le nom de Frère Manuel do Coração de Jesus, il est ordonné prêtre avant de partir étudier en Europe où il découvre également les idées de Voltaire et de Rousseau. De retour au Brésil, il effectue plusieurs missions d'études botaniques dans le pays à la demande de la couronne Portugaise.
Il entre dans la franc-maçonnerie et fonde au Brésil un premier cercle de penseurs philosophique. Celui-ci sera fermé par les autorités quelques années plus tard. Ses publications, nombreuses restent peu connues et une partie de son travail a été abusivement attribué à un autre auteur.
À la fin de sa vie il quitte les ordres religieux, et décède en 1810.

## Biographie

Le Brésil en 1789

### Enfance et études
Manuel Arruda da Câmara est né à Pombal en 1752. Il est le fils de Francisco Álvarez (fermier) et de María Saraiva Câmara da Silva. Sa famille fait partie des nouveaux chrétiens convertis, venant du judaïsme et contraints de devenir chrétiens par l'Inquisition[réf. nécessaire]. Manuel fait ses études à Goiana.
Le 23 novembre 1783 il fait sa profession religieuse dans l'Ordre des Carmes déchaux, dans le couvent de Goiás (dans l'État de Pernambouc), où il prend le nom de Frère Manuel do Coração de Jesus (frère Manuel du Cœur de Jésus). Il est ordonné prêtre dans le séminaire de la ville. Quelque temps plus tard, Manuel Arruda Cámara, accompagné de son frère Francisco, part étudier en Europe. Il est diplômé en Philosophie Naturelle à l'université de Coimbra, puis se rend à l'université de Montpellier où il obtient une licence de médecine. En France, il découvre les idées de Voltaire et de Rousseau, ainsi que l'esprit de la Révolution Française,.

### Les expéditions scientifiques
Il revient à Goiás (Pernambouc) où il s'établit. Il est alors très choqué par l'injustice sociale de la société brésilienne. La couronne Portugaise le charge de faire différents relevés naturalistes dans le Nordeste du Brésil :
- de mars 1794 à septembre 1795, il participe à une expédition minéralogique entre Pernambouc et le Piauí. L'expédition découvre la présence de différents minéraux.
- de décembre 1797 à juillet 1799, il parcourt le Paraíba y Ceará.
- il explore également le rio São Francisco, un fleuve important du sud du Brésil.

Entre ces expéditions scientifiques, il réalise des études minéralogiques, botaniques et zoologiques. Il rédige également des traités d'agriculture et sur la flore du Pernambouc (une centaine de nouvelles espèces de plantes de cet État brésilien), qui contiennent des dessins réalisés par lui-même ou par le père João Ribeiro de Mello Montenegro.

### Actions politiques
Entré dans la franc-maçonnerie, il fait partie des fondateurs de l'Areópago de Itambé, une société philosophique de caractère libéral, dont les idées influenceront la Conspiración de Suassuna (1801). Cette conspiration est la première tentative de libérer le Brésil colonial de la domination portugaise (Movimentos Emancipacionistas). Cette loge maçonnique est fermée par les autorités politiques en 1802. Câmara ne verra pas de son vivant l'indépendance du Brésil,
En 1805, le père Manuel do Coração de Jesus renonce à ses vœux religieux.
Il meurt à Goiana, le 2 octobre 1810.

## Ses publications
Il écrit beaucoup sur l'agriculture et l'histoire naturelle de la région, souvent avec une perspective philosophique et un désir de développement. Dans certaines de ses publications, il a collaboré avec un autre prêtre : Padre  João Ribeiro Pessoa de Mello Montenegro, ensemble ils ont réalisé des illustrations pour des œuvres telles que Centúrias dos novos gêneros e espécies das plantas pernambucanas (Des centaines de nouveaux genres et espèces de plantes du Pernambouc),.
En 1810, il publie deux brochures : 
- Dissertação sobre as plantas do Brazil, une discussion sur des plantes brésiliennes appropriées pour remplacer le chanvre,
- Discurso sobre a vitalidade da instituição de jardins, sur la pertinence de mettre en place des jardins au Brésil.

Son intention de compiler une flore illustrée du Pernambouc (son Centúrias) est restée inachevée à sa mort et n'a jamais été publiée par la suite.
Au total, il a décrit 31 nouvelles espèces. Il a été visité par Henry Koster (1793 – 1820), explorateur américain, en 1810 lors de son dernier voyage au Brésil. Quelques années plus tard, celui-ci a intégré une partie du travail d'Arruda dans son propre ouvrage (publié sous son nom) en 1816,,.
Mais les contributions d'Arruda da Câmara ont mal été reconnues par l'histoire, par exemple les multiples erreurs (de taxon) présentes dans l'Index Kewensis.
Henry Koster ayant incorporé une partie du travail d'Arruda da Câmara (Dissertação et Discurso) dans son propre ouvrage Travels in Brazil comme annexe, ce travail lui a été automatiquement attribué, d'autant que les ouvrages de Camara sont restés largement inconnus, mais que l’œuvre de Koster a été largement rééditée et traduite. Si bien que les découvertes botaniques de Camara ont été improprement attribuées à Koster. Le taxon correct fait référence à l'ouvrage d'Arruda Cent. plant. Pern.,. En 1873, un dictionnaire de botanique est publié basé sur les manuscrits de Camara.

## Reconnaissance posthume
- Dans la capitale du Paraíba, João Pessoa, le parc zoobotanique communément appelé Bica, porte le nom de Parque Zoobotânico Arruda Cámara.
- Une chaire universitaire porte son nom : Academia Paraibana de Letras.
- Éponymie : L'arruda est une appellation d'origine (DOC) portugaise dont le vignoble est situé sur le terroir viticole d'Arruda.

Arruda est l’abréviation botanique standard de Manuel Arruda da Câmara.
Consulter la liste des abréviations d'auteur en botanique ou la liste des plantes assignées à cet auteur par l'IPNI, la liste des champignons assignés par MycoBank, la liste des algues assignées par l'AlgaeBase et la liste des fossiles assignés à cet auteur par l'IFPNI.

### Ses publications
- (pt) José Antônio Gonsalves de Mello et Manuel Arruda de Câmara, Manuel Arruda da Câmara : obras reunidas, c.1752-1811, Prefeitura da Cidade do Recife, Secretaria de Educação e Cultura, Fundação de Cultura Cidade do Recife, 1982, 331 p. (lire en ligne).
- (la) Physiologico-chemicae, de influentia oxigenii in oeeconomia animali, precipe in calore, et calore hominum. Joannem Martel natu majorem, Regis Universitatisque Typographum consuetum, Montpellier. 1791. (dissertation de doctorat)
- (pt)Aviso aos lavradores sobre a suposta fermentação de qualquer qualidade de grãos ou pevides para aumento da colheita, A. Rodrigues Galhardo, Lisbon, 1792.
- (pt) Anúncio dos descobrimentos feitos em Paranambuco e remetido a um dos editors. Paládio Portugués ou Clarim de Palas do mês de maio de 1796 1(2): 4–13.
- (pt) Manuel Arruda de Câmara, Memoria sobre a cultura dos Algodoeiros e sobre o método de o escolher e ensacar, etc., em que se propõem alguns planos novos para o seu melhoramento., Lisbonne, Oficina da Casa Literária do Arco do Cego, 1799, 96 p. (lire en ligne).
- (pt) Manuel Arrruda da Câmara, Dissertação sobre as plantas do Brazil : que podem dar linhos proprios para muitos usos da sociedade, e suprir a falta do Canahmo, Rio de Janeiro, Na Impressâo Regia, 1810, 49 p. (lire en ligne).
- (pt) Manuel Arrruda da Câmara, Discurso sobre a uitalidade da instituição de jardins nas principais províncias do brasil, Rio de Janeiro, Impressão Régia, 1810.
- (pt) Manuel Arrruda da Câmara, Memórias sobre o algodão de Pernambuco, Lisbonne, 1810[11].
- (pt) Manuel Arrruda da Câmara, Domenico Vandelli, Mariana Machado Saavedra et Cláudio Nicoletti de Fraga, Dissertação sobre as plantas do Brasil que podem dar linhos, 1810, 135 p. (lire en ligne). Réédité en 2008 chez Dantes  (ISBN 9788586488269).
- (pt) Manuel Arrruda da Câmara, « Memórias sobre as plantas de que se podem fazer a barrilha entre nós », Memórias da Academia Real das Ciências de Lisboa, para o adiantamento da agricultura, das artes, e da industria em Portugal, e suas conquistas, Lisbonne, t. IV,‎ 1814, p. 83–93 (lire en ligne).
- (pt) Manuel Arrruda da Câmara, Tratado de Agricultura.
- (pt) Manuel Arrruda da Câmara, Tratado da lógica.
- (pt) Centúrias dos novos gêneros e espécies das plantas pernambucanas (ouvrage non terminé; Centuria plantarum pernambucensium -Cent. plant. Pern.)
- (pt) Manuel Arrruda da Câmara, « A almêcega e a carnaúba », Diario de Pernambuco, Revista Diária,‎ 28 novembre 1886. Édition posthume.

### Documents avec données biographiques
Sources historiques
- (en) J. Britten, « Arruda’s Brazilian plants », Journal of Botany, vol. XXXIV,‎ 1896, p. 242-250 (lire en ligne).
- (en) Henry Koster, Travels in Brazil, Longman, Hurst, Rees, Orme, and Brown, 1816, 501 p. (lire en ligne).
- (pt) Joaquim de Almeida Pinto, Diccionario de botanica brasileira : ou, Compendio dos vegetaes do Brasil, tanto indigenas como acclimados, revista por uma commissão da Sociedade Vellosiana, e approvada pela faculdade de medicina da corte ... Coordenado e redigido em grande parte sobre os manuscriptos do Dr. Arruda Camara, Rio de Janeiro, Typographia-Perseverança, 1873, 433 p. (lire en ligne).

Autres ouvrages
- (pt) Carlos Cardoso Aveline, A História Secreta da Independência, 2015 (lire en ligne).
- (de) Robert Zander, Handwörterbuch der Pflanzennamen, Stuttgart, Ulmer Verlag / Lubrecht & Cramer Ltd, août 1984, 13e éd., 769 p. (ISBN 978-3-8001-5042-7).
- (pt) lídia Besouchet, José Maria Paranhos, Visconde do Río Branco : ensaio histórico-biográfico / Tradução de Vera Mourão, Río de Janeiro, Nova Fronteira, 1985.
- (pt) Sérgio Buarque de Holanda, História Geral da Civilização Brasileira, Sao Paulo, Difusão Europeia do Livro, 1970, p. 207–237.

Articles
- (pt) Lorelai Kury, « Homens de ciência no Brasil: impérios coloniais e circulação de informações (1780-1810) », História, Ciências, Saúde-Manguinhos, vol. 11,‎ 2004, p. 109–129 (ISSN 1678-4758, DOI 10.1590/S0104-59702004000400006, lire en ligne).
- (en) Paul van Rijckevorsel, « (1564) Proposal to Conserve the Name Platonia insignis against Moronobea esculenta (Guttiferae) », Taxon, vol. 51, no 4,‎ novembre 2002, p. 813–815 (DOI 10.2307/1555050, lire en ligne).
- (en) Joseph H. Kirkbride, « A 19th Century Brazilian botanical dictionary », TAXON, vol. 56,‎ août 2007, p. 927–937 (lire en ligne [PDF]).
- (pt) Cláudio Márcio Ribeiro Magalhães et Valdir Carlos da Silva, « História do desenvolvimento da matemática e cultura no brasil colonial », V Seminário internacional de pesquisa em educação matemática 28 a 31 de outubro de 2012, Petrópolis, Rio de janeiro,‎ octobre 2012 (lire en ligne [PDF]).
- (pt) Janaina Zito Losada, Miguel Ángel Puig-Samper et Heloisa Maria Bertol Domingues, Um Álbum para o Imperador : A comissão científica do pacífico e o Brasil, Rio de Janeiro, Museu de Astronomia e Ciencias Afins Rio de Janeiro, 2014, 156 p. (ISBN 978-85-7078-347-9, lire en ligne).

## Sources
- (en) Cet article est partiellement ou en totalité issu de l’article de Wikipédia en anglais intitulé « Manuel Arruda da Câmara » (voir la liste des auteurs).

- (es) Cet article est partiellement ou en totalité issu de l’article de Wikipédia en espagnol intitulé « Manuel Arruda Câmara » (voir la liste des auteurs).

## Annexe